# Vilaiete de Baçorá
```
   |-
       |
Erro:
:  
valor não especificado para "
nome_comum
"

   |-
       | 
Erro:
:  
valor não especificado para "
continente
"
```

O Vilaiete de Baçorá (Língua Otomana: ولايت بصره‎, Vilâyet-i Basra) era uma divisão administrativa de primeiro nível (vilaiete) do Império Otomano. Historicamente, cobria uma área que se estendia de Nassíria e Amara, no norte, até ao Cuaite, no sul. Para o sul e para o oeste, teoricamente, não havia fronteiras, mas nenhuma área além do Catar, no sul, e do Sanjaco de Négede, no oeste, foram posteriormente incluídas no sistema administrativo.
No início do século XX, supostamente tinha uma área de 16 482 milha quadradas (43 000 km2), enquanto os resultados preliminares do primeiro censo otomano de 1885 (publicados em 1908) davam à população 200.000. A precisão dos números da população varia de "aproximada" a "meramente conjectural" dependendo da região da qual eles foram reunidos.
A capital do vilaiete, Baçorá, era um importante centro militar, com uma guarnição permanente de 400 a 500 homens, e era o lar da Marinha Otomana no Golfo Pérsico.

## História
Foi um vilaiete de 1875 a 1880, e novamente depois de 1884, quando foi recriado a partir dos sanjacos do sul do Vilaiete de Bagdá.
Depois de 1884, o vilayet foi brevemente expandido pelo litoral do Golfo para incorporar Négede e Al-Hasa, incluindo Al Hufuf, Catar e Qatif, a incorporação de Négede só durou até 1913  antes do fim do Vilaiete de Baçorá.
Em 1899, o Xeque Mubarak Al-Sabah concluiu um tratado com a Grã-Bretanha, estipulando que a Grã-Bretanha protegeria o Cuaite contra qualquer agressão externa, transformando-o de fato em um protetorado Britânico. Apesar do desejo do governo do Cuaite de ser independente ou sob o domínio britânico, os britânicos concordaram com o Império Otomano em definir o Cuaite como uma unidade administrativa  autónoma (Kaza) do Império Otomano. Isso duraria até a Primeira Guerra Mundial.
Baçorá caiu para os britânicos em 22 de Novembro de 1914, e a Força Expedicionária da Mesopotâmia ocupou quase a totalidade do vilaiete em Julho de 1915.

## Divisões Administrativas
Sanjacos do vilaiete:
1. Sanjaco de Amara
2. Sanjaco de Baçorá
3. Sanjaco de Diwanniyya
4. Sanjaco de Muntafiq
5. Sanjaco de Négede; em 1875,[10] conquistado pelos Sauditas em 1913.[5]

## Governantes
Governadores do Vilaiete de Baçorá:
- Mirmiran Masuq Pasha (1850–1852)
- Ismail Pasha (1852–1854)
- Haci Darbaz Agazâde Veysî Pasha (1854–1855)
- Mehmed Bey (1855–1856)
- Vekili Kurbi Bey (1856)
- Rashid Pasha (1856–1857)
- Haci Darbaz Agazâde Veysî Pasha (1857–1858)
- Mehmed Ali Pasha (1858–1859)
- Hüsamettin Efendi (1859–1862)
- Mehmed Sefik Bey (1862–1863)
- Ismail Bey (1863–1864)
- Kethuda zâde Süleyman Bey (1864–1869)
- Vekil Galip Bey (1869–1870)
- Hafiz Paxá (1870)
- Halil Bey (1870–1871)
- Sait Efendi (1871–1873)
- Vekil Bahriye Komutani Ahmed Pasha (1873)
- Halit Bey (1873–1873)
- Eshref Efendi (1874–1875)
- Nasir Pasha (1875–1877)
- Vekili Ferik Mehmed Münir Pasha (1877–1879)
- Ferik Sabit Pasha (1879–1880)
- Mazhar Pasha (1880–1882)
- Yahya Pasha (1882–1884)
- Ali Riza Pasha (1884–1886)
- Izzet Pasha (1886–1888)
- Ferik Shaban Pasha (1888)
- Hidayat Pasha (1888–1891)
- Maomé Hafiz Paxá (1891–1892)
- Bahriye Komutani Emin Pasha (1892)
- Ferik Mahmut Hamdi Pasha (1892–1893)
- Maomé Hafiz Paxá (1893)
- Hamdi Pasha (primeira vez) (1893–1896)
- Arif Pasha (Dezembro de 1896 – Fevereiro de 1898)
- Mehmed Enis Pasha (Março de 1898 – Abril de 1899)
- Hamdi Pasha (2nd time) (Abril de 1899 – Janeiro de 1900)
- Mehmed Muhsin Pasha (Janeiro de 1900 – Setembro de 1902)
- Mustafa Nuri Pasha (Setembro de 1902 – Setembro de 1906)
- Abdurrahman Hasan Bey (Seetembro de 1906 – Agosto de 1908)
- Muharram Efendi (Agosto de 1908 – Fevereiro de 1908)
- Marchdine Mehmed Arif Bey (Fevereiro de 1909 – Setembro de 1909)
- Süleyman Nazif Bey (Setembro de 1909 – Novembro de 1910)
- Kavurzade Huseyin Celal Bey (Dezembro de 1910 – Julho de 1911)
- Bagdali Hasan Riza Pasha (Julho de 1911 – Dezembro de 1912)
- Malik Efendi (Dezembro de 1912 – Fevereiro de 1913)
- Ali Riza Pasha (Fevereiro de 1913 – Março de 1913)
- Alaeddin Bey Altaz (Março de 1913 – Julho de 1913)
- Izzet Pasha (Julho de 1913 – Dezembro de 1913)
- Söylemezoglu Süleyman Sefik Pasha (Dezembro de 1913 – Julho de 1914)
- Subhi Bey (Julho de 1914 – Novembro de 1914)
- Süleyman `Askari Pasha (Novembro de 1914 – 1916)
- Khalil Pasha (1916 – 11 de Março de 1917)